# Ígor de Kíev
Ígor (en nòrdic antic: Ingvar) va ser un monarca vareg de la Rus de Kíev, regnant entre els anys 912 i 945. Es coneixen molt poques dades de la seva vida i el seu govern, la majoria de les quals s'han extret de la Primera Crònica. Hom suposa que no es van poder efectuar gaire registres en aquella època a causa del domini dels Khàzars. De fet, es dubta fins i tot si Ígor era descendent del fundador de la dinastia, Rúrik.
Ígor va assetjar dos cops la ciutat de Constantinoble, el 941 i el 944. Tot i així, la destrucció del seu exèrcit pels estralls del foc grec va obligar el príncep a signar un tractat de pau amb l'emperador romà d'Orient Romà I Lecapè, el qual ha estat recollit a la dita Crònica Primària. D'altra banda, els russos de Kíev van saquejar en els anys 913 i 944 els petxenegs de la mar Càspia mitjançant diverses expedicions a la zona ordenades per Ígor.

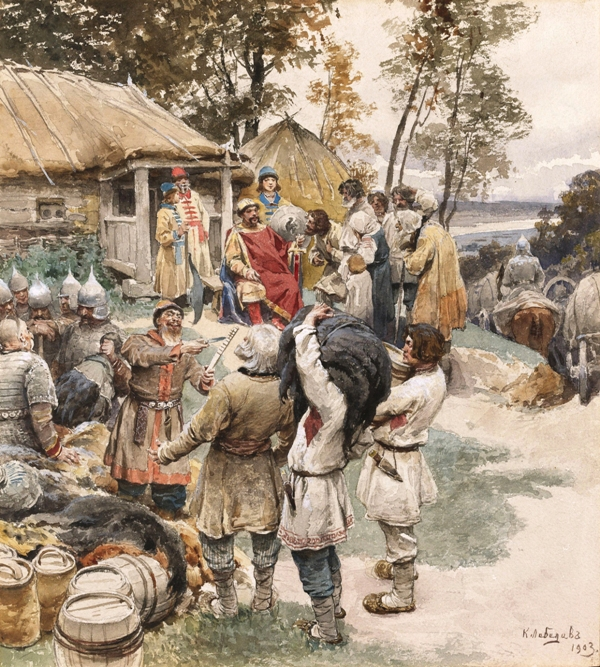
Ígor rebent tributs dels drevlians, per Klavdiy Lebedev

En contra d'aquests escrits, segons l'historiador francès Constantine Zuckerman, la cronologia que recull la Primera Crònica posa de relleu el fet que Ígor només va regnar al Rus de Kíev durant tres anys, des de l'estiu de 941 fins a la seva mort, el 945. De fet, cap crònica recull el seu nom en dates anteriors al 941, tot i que hom reconeix la mort del seu predecessor al tron, Oleg, el 912.
El príncep Ígor va trobar la mort el 945, mentre recollia els tributs de les poblacions drevlianes. Segons escriu l'historiador romà d'Orient Lleó Diaca, "Van aconseguir lligar al príncep a dos arbres que havien estat inclinats. En deixar que recuperessin la seva posició, van destrossar el cos del príncep". La Primera Crònica busca la causa d'aquest assassinat en el fet que Ígor va intentar cobrar els tributs fins a dos cops en un mateix mes.
Com a resultat d'aquest fet, la successora en el tron, la seva dona Olga va modificar de dalt a baix el sistema de recollida de tributs (poliudie), en el que es pot anomenar la primera reforma legal de la qual es té memòria a l'Europa de l'Est.